# جون إف. هينينج
جون إف. هينينج (بالإنجليزية: John F. Henning)‏ هو دبلوماسي أمريكي، ولد في 22 نوفمبر 1915 في سان فرانسيسكو في الولايات المتحدة، وتوفي بنفس المكان في 4 يونيو 2009.